# Aigun
Aigun (chinesisch 璦琿 / 瑷珲/爱珲, Pinyin Àihún; Mandschurisch: Aihūn hoton), eigentlich Aihui (chinesisch 爱辉镇, Pinyin Àihuī Zhèn), ist eine Großgemeinde im Stadtbezirk Aihui der bezirksfreien Stadt Heihe in der nordostchinesischen Provinz Heilongjiang. Der Ort ist unter verschiedenen Namen und Schreibungen bekannt und liegt heute am rechten Ufer des Heilong Jiang (Amur) in der nördlichen Mandschurei. Die Großgemeinde hat eine Fläche von 211 km² und ca. 8.655 Einwohner (Stand: Zensus 2010).

## Geschichte
Der Ort war früher unter dem Namen „Saghalien Ula hoton“ (Mandschurisch: sahaliyan ulai hoton Chinesisch: 黑龍江城 Pinyin: Hēilóngjiāng chéng) bekannt. Die Stadt wurde zuerst am linken Ufer des Heilong Jiang gegründet, unterhalb der Mündung des Nebenflusses Seja, wurde aber verlassen. Die Neustadt wurde 1684 in der Kangxi-Regierungsperiode der Qing-Dynastie gegründet.

## Aigun und Russland
Im Mai 1858 wurde im alten Aigun zwischen dem russischen Generalgouverneur von Ostsibirien Nikolai Murawjow-Amurski und dem chinesischen Oberbefehlshaber des chinesischen Heeres Yishan der Vertrag von Aigun geschlossen, in dem große Gebiete linksseitig des Heilong Jiang an Russland abgetreten wurden.
Während des sogenannten Boxeraufstands 1900 war Aihui für einige Wochen der Schauplatz einer Militäroperation gegen die Russen (瑷珲保卫战,  Àihuī baowei zhàn).

## Neustadt
Seit 2001 steht die „Stätte der Neustadt von Aigun“ (瑷珲新城遗址,  Àihuī xīnchéng yizhi) auf der Liste der Denkmäler der Volksrepublik China (5-480).

## Administrative Gliederung
Die Großgemeinde Aihui setzt sich aus 16 Dörfern zusammen. Diese sind:
| Dorf Aihui (爱辉村); Dorf Bei Sanjiazi (北三家子村); Dorf Chengguan (城关村); Dorf Doujitun (窦集屯村); Dorf Erdaoquan der Manju (二道泉满族村); Dorf Gaogangtun (高岗屯村); Dorf Huandong (欢洞村); Dorf Layaozi (拉腰子村); | Dorf Songshugou (松树沟村); Dorf Toudaogou (头道沟村); Dorf Wai Erdaogou (外二道沟村); Dorf Wai Sandaogou der Manju (外三道沟满族村); Dorf Wai Sidaogou der Russen (外四道沟俄罗斯族村); Dorf Xi Sandaogou (西三道沟村); Dorf Xi Sanjiazi (西三家子村); Dorf Yaotun (腰屯村). |